# Erigeron epiroticus
Erigeron epiroticus là một loài thực vật có hoa trong họ Cúc. Loài này được (Vierh.) Halácsy mô tả khoa học đầu tiên năm 1908.